# Mann gegen Mann (1952)
Mann gegen Mann ist ein US-amerikanischer Western aus dem Jahr 1952 von Vincent Sherman mit Clark Gable und Ava Gardner in den Hauptrollen. Der Film wurde von Metro-Goldwyn-Mayer produziert und basiert auf einer Originalstory Borden Chase, die wiederum auf einer Erzählung von Howard Estabrook basiert.

## Handlung
Der ehemalige US-Präsident Andrew Jackson bittet den texanischen Viehzüchter Devereaux Burke, dabei zu helfen, die Republik Texas an der Unterzeichnung eines Vertrags mit Mexiko zu hindern und stattdessen der Annexion durch die Vereinigten Staaten zuzustimmen. Devereaux behauptet, dass er jetzt kein Interesse mehr an Politik habe. Er erklärt sich dennoch zur Hilfe bereit, da er befürchtet, dass der Vertrag die Union untergraben wird, wenn er den Auftrag erhält, Rindfleisch für Truppen zu liefern, die in einem möglichen Krieg mit Mexiko benötigt werden. Jackson stimmt zu und bittet Devereaux, den texanischen Pionier Sam Houston zu finden, der sich kürzlich gegen die Annexion ausgesprochen hat, jetzt aber unter den Indianern lebt. Jackson warnt Devereaux auch vor dem Oppositionsführer Thomas Craden, einem wohlhabenden Rancher aus Austin.
Auf dem Weg nach Austin, wo er Jacksons treue alte Freundin Minniver Bryan treffen soll, wird Devereaux von Comanchen angegriffen und kann sich nur mit Hilfe eines vorbeikommenden Reiters retten. Devereaux, der seinen Namen nicht nennt, ist erstaunt, als der Fremde sich als Thomas Craden vorstellt. Die beiden kommen gerade in Austin an, als Luther Kilgore, ein enger Freund von Devereaux und Jackson, eine leidenschaftliche Rede gegen den mexikanischen Vertrag hält. Um der wachsenden Feindseligkeit in der Menge entgegenzuwirken, schießt Devereaux Luther in den Arm. Thomas, der von Devereauxs Aktion beeindruckt ist, stellt ihn Martha Ronda vor, einer texanischen Patriotin, die die Zeitung von Austin leitet. Devereaux fühlt sich sofort zu Martha hingezogen, aber sie scheint desinteressiert zu sein und warnt Tom, der in sie verliebt ist, später, dass sie seinem neuen Freund gegenüber misstrauisch ist. Devereaux begegnet Minniver, die ihm erzählt, dass zwölf seiner Männer in der Stadt sind. Er erklärt den Männern seine Mission und verspricht jedem 5.000 Dollar für seinen Beitritt. Mehrere bieten an, kostenlos zu arbeiten, aber Devereaux besteht darauf, dass er keine „Ruhmjäger“ will.
Am Abend nimmt Devereaux an einem formellen Abendessen auf Thomas’ Hacienda teil. Martha fungiert als Gastgeberin für die texanischen Senatoren, die Thomas davon zu überzeugen versucht, die Seite zu wechseln und sich der Annexion zu widersetzen. Nach dem Abendessen erzählt Thomas den Senatoren, dass Mexiko Texas Kalifornien versprochen hat und offenbart seinen Traum, Texas zur größten Republik der Welt zu machen. Senator Demmet ist über Thomas’ Pläne so empört, dass er gehen will, aber Thomas hält ihn auf und besteht darauf, dass die Senatoren bis zur Unterzeichnung des Vertrags seine „Gäste“ sein werden. Die Senatoren fordern Genugtuung, wobei Demmet ihn als erster mit einer Duellpistole konfrontiert. Obwohl Thomas den Senator leicht töten könnte, nachdem Demmets Schuss ihn nur streift, schießt er in die Luft. Martha ist stolz auf Thomas, aber als sie mit Devereaux allein ist, erkennt sie ihre Anziehungskraft auf ihn und küsst ihn. Um Thomas’ Gastfreundschaft nicht zu verraten, geht Devereaux und erzählt Minniver, was passiert ist. Diese warnt ihn, dass Martha seine Gefühle nicht erwidern wird, wenn sie herausfindet, auf welcher Seite er steht.
Nachdem Devereaux seinen Männern mitgeteilt hat, dass er Houston aufsuchen wird, kehrt er in derselben Nacht zu Thomas’ Hacienda zurück und fordert die Senatoren auf, zu gehen. Thomas lässt sie gehen, woraufhin Devereaux seine wahre Identität preisgibt und gesteht, dass er Martha zuvor geküsst hat. Thomas lässt Devereaux gehen, aber Martha ist so wütend, als sie Devereauxs wahre Identität erfährt, dass sie Thomas drängt, ihn zu verfolgen. Devereaux kann Thomas und seinen Männern entkommen, indem er den Fluss in das Gebiet der Apachen überquert, wo er zu Houstons Lager geführt wird. Als er Houston erzählt, dass der Vertrag mit Mexiko bald verabschiedet werden soll, auch weil Houston ihn offenbar befürwortet hat, versichert Houston ihm, dass er lediglich versucht habe, die Anhänger der Annexion zum Handeln anzuspornen. In diesem Moment erscheint Thomas im Lager und beschuldigt Houston, die Republik verraten zu haben. Houston schreibt für Devereaux einen Brief an den derzeitigen texanischen Präsidenten Anson Jones, in dem er ihn über Houstons Widerstand gegen den Vertrag informiert. Thomas verlässt vor Devereaux das Lager und versammelt seine Männer auf der anderen Seite des Flusses, um ihn zu überfallen. Devereaux gibt vor, von seinem Pferd zu fallen und flüchtet flussabwärts, um Thomas’ Männer zu überraschen. Obwohl Devereaux freie Sicht auf Thomas hat, der seine Waffe verloren hat, tötet Devereaux ihn nicht. Er reitet zu Martha und zeigt ihr den Umschlag mit Houstons Brief. Er sagt ihr, sie solle ihn zerreißen, wenn sie will, aber sie kann es nicht und die beiden küssen sich leidenschaftlich.
Am nächsten Morgen liest Martha einen Zeitungsbericht aus dem Osten über den Skandal um Devereauxs Vertrag über die Lieferung von Rindfleisch an die Union. Da sie nun davon überzeugt ist, dass Devereaux ein Opportunist ist, sucht sie Präsident Jones auf. Einen Moment später kommt Devereaux mit dem Brief an, aber als er den Umschlag öffnet, stellt er fest, dass die Tinte durch das Flusswasser verschmiert ist. Jones ist bereit, auf Houston zu warten, bevor er den Vertrag im Parlament zur Sprache bringt, doch als Martha ihm von dem Rindfleischvertrag erzählt, beschließt er, nicht zu zögern. Während Devereaux sich mit Minniver und seinen Männern berät, druckt Martha in ihrer Zeitung einen Artikel, in dem sie Houstons Zustimmung zur Annexion ankündigt, und teilt Jones und Devereaux später mit, dass sie die Wahrheit bestätigt hat. Als Thomas den Artikel liest, befürchtet er, dass der Vertrag nicht ratifiziert wird und versammelt Unterstützer, um Austin zu stürmen.
Als Devereaux von Thomas’ Plänen erfährt, wird er wütend und organisiert die Verteidigung der Stadt. Während sich das Parlament auf die Abstimmung vorbereitet, reiten Thomas’ Männer in die Stadt und es kommt zu einem erbitterten Kampf. Thomas’ Männer durchbrechen die Barrikaden und sind bereit, das Parlament zu stürmen, als Houston mit einem großen Aufgebot an Indianern eintrifft. Thomas beschuldigt Houston lautstark, Texas ausverkauft zu haben, was Devereaux dazu veranlasst, gegen ihn zu kämpfen. Während des Kampfes erwidert Thomas Devereaux’ frühere Gunst, indem er sein Leben verschont, wird aber schließlich besiegt. Da die Annexion nun sicher ist, warnt Houston vor einem Angriff mexikanischer Truppen und kündigt an, dass die Amerikaner ihnen zu Hilfe kommen. Bevor er sich dem Kampf anschließt, küsst Devereaux Martha und Thomas schließt sich seinen texanischen Landsleuten an, indem er deren Flagge in die Schlacht trägt.

## Hintergrund
Gedreht wurde der Film vom 16. Mai bis Ende Juni 1951 in Texas sowie in den MGM-Studios in Culver City.
Presseberichten zufolge war der Film die erste Produktion von „Hudson Pictures“, einem Unternehmen, das vom Schauspieler Clark Gable und dem Produzenten Z. Wayne Griffin gegründet wurde. Es wurde berichtet, dass es sich bei dem Produktionspaket um „das größte Einzelgeschäft der Branche seit mehreren Jahren“ handele. Als MGM das Projekt übernahm, hieß es weiter, wurde das Paket für 300.000 Dollar (2024: ca. 3,5 Millionen Dollar) an MGM verkauft, wobei Griffin als Produzent und Gable als Star blieben.
Im Februar 1952 wurde berichtet, dass MGM-Produktionsleiter Dore Schary Klage in Höhe von 1.250.000 Dollar (2024: über 14,6 Millionen Dollar) gegen das „Wage Earners Committee“ eingereicht hatte, nachdem das Komitee am Vortag bei der Premiere des Films demonstriert hatte, und der Öffentlichkeit davon abgeraten hatte, den Film zu sehen. Demonstranten bezeichneten Schary namentlich als Kommunisten und forderten die Öffentlichkeit auf, den Film nicht zu unterstützen. So sollte versucht werden, die Öffentlichkeit auf Berichte des Kongresses und des Gesetzgebungsausschusses des Bundesstaates über subversive Aktivitäten in Hollywood aufmerksam zu machen. In dem Artikel hieß es weiter, dass die Klage derjenigen ähnelte, die der Produzent Stanley Kramer im Vormonat eingereicht hatte. Der Ausgang des Rechtsstreites ist unbekannt.
Broderick Crawford wurde für den Film von Columbia Pictures ausgeliehen. Lionel Barrymore spielte zum letzten Nal in einem Kinofilm mit.
Cedric Gibbons und Hans O. Peters oblag die künstlerische Leitung. Alfred E. Spencer und Edwin B. Willis waren für das Szenenbild zuständig, Gile Steele für die Kostüme, William Tuttle für das Maskenbild. Verantwortlicher Toningenieur war Douglas Shearer. A. Arnold Gillespie und Warren Newcombe schufen die Spezialeffekte. John S. Waters arbeitete als zweiter Regieassistent. Orchesterleiter war Alexander Courage.
George Hamilton gab sein Filmdebüt. Devereaux Burkes Pferd war das filmerfahrene American Saddle Horse Highland Dale.

## Synchronisation
Die deutsche Synchronfassung entstand im Auftrag des MGM Synchronisations-Ateliers Berlin.
| Rolle             | Schauspieler       | Deutscher Synchronsprecher |
| ----------------- | ------------------ | -------------------------- |
| Devereaux Burke   | Clark Gable        | Siegfried Schürenberg      |
| Martha Ronda      | Ava Gardner        | Edith Schneider            |
| Thomas Craden     | Broderick Crawford | Carl Raddatz               |
| Andrew Jackson    | Lionel Barrymore   | Otto Stoeckel              |
| Minniver Bryan    | Beulah Bondi       | Agnes Windeck              |
| Anthony Demmet    | Ed Begley          | Ernst Stahl-Nachbaur       |
| Luther Kilgore    | James Burke        | Eduard Wandrey             |
| Tom Crockett      | William Farnum     | Walter Werner              |
| Sam Houston       | Moroni Olsen       | Wolf Martini               |
| Mizette           | William Conrad     | Erich Poremski             |
| Gurau             | Ric Roman          | Peter Petersz              |
| Präs. Anson Jones | Victor Sutherland  | Erich Dunskus              |
| Mr. Mayhew        | Charles Cane       | Hans Emons                 |
| George Dellman    | Harry Lewis Woods  | Clemens Hasse              |
| Josh Printer      | Emmett Lynn        | Walter Bluhm               |
| Windy Barton      | Earle Hodgins      | Manfred Meurer             |

Anmerkung: Die kursiv geschriebenen Namen sind Rollen und Darsteller, die nicht im Abspann erwähnt wurden.

## Veröffentlichung
Die Premiere des Films fand am 31. Januar 1952 in New York statt. In der Bundesrepublik Deutschland kam er am 3. Oktober 1952 in die Kinos, in Österreich im November 1952.

## Kritiken
Der Filmkritiken-Aggregator Rotten Tomatoes hat in einer Auswertung ein Publikumsergebnis von 58 Prozent positiver Bewertungen ermittelt.
A. H. Weiler von der The New York Times befand, der Film sei weder Kunst noch Geschichte, aber die Produzenten lassen Mr. Gable mit verschiedenen Schurken und dem hübschesten Mädchen nördlich des Rio Grande ringen. Regisseur Sherman habe es jedenfalls geschafft, die Action am Laufen zu halten.
Harry MacArthur schrieb in der Zeitung The Evening Star, der Film sei formelhaft, aber für Gable sei es eine gute Formel, und Regisseur Sherman habe daraus einen raffinierten und schnellen Film gemacht.
Der Kritiker des TV Guide sah einen Film mit einer Geschichte voller Klischees. Aber es gebe jede Menge Action. Shermans Regie mangele es an Feuer, aber Gable und Crawford machen die fehlerhafte Führung und das Schlagloch-Drehbuch wett.
Das Lexikon des internationalen Films schrieb: „Wenig überzeugend als Western in Szene gesetzte Geschichtsabenteuer.“
Die Filmzeitschrift Cinema befand: „Mix aus Abenteuer und Geschichtslektion.“